# Disporum acuminatissimum
Disporum acuminatissimum là một loài thực vật có hoa trong họ Măng tây. Loài này được W.L.Sha mô tả khoa học đầu tiên năm 1985.